# کونمبول

نشان قدیمی

کنفدراسیون فوتبال آمریکای جنوبی معروف به کونمیبول (CONMEBOL) نهاد اداره‌کننده ورزش فوتبال در آمریکای جنوبی و یکی از کنفدراسیون‌های قاره‌ای فیفا است. مقر کونمبول در پاراگوئه قرار دارد و قدیمی‌ترین کنفدراسیون قاره‌ای دنیا محسوب می‌شود.
وظیفه کونمبول برگزاری و اداره و هدایت مسابقات بین‌المللی فوتبال در قاره آمریکای جنوبی است. تیم‌های عضو این کنفدراسیون تاکنون ۱۰ بار قهرمان جام جهانی فوتبال (برزیل ۵ بار و آرژانتین ۳ بار و اروگوئه ۲ بار) و ۶ بار قهرمان فوتبال المپیک (برزیل و آرژانتین و اروگوئه هر کدام ۲ بار) شده‌اند و تیم‌های باشگاهی آن نیز ۲۲ بار فاتح جام بین‌قاره‌ای و سه بار قهرمان جام باشگاه‌های جهان شده‌اند. کوپا آمریکا مهمترین مسابقات فوتبال در رده ملی در این قاره است که هر دو سال توسط کونمبول برگزار می‌شود و قدیمی‌ترین تورنمنت فوتبال دنیا است که هنوز برگزار می‌شود.
این کنفدراسیون در سال ۱۹۱۶ تأسیس شده و تنها ۱۰ عضو دارد که از این نظر کوچکترین کنفدراسیون فوتبال دنیا است. از میان کشورهای قاره آمریکای جنوبی سه کشور گویان فرانسه (از قلمروهای فرامرزی فرانسه)، گویان، و سورینام به عضویت کونمبول در نیامده و با توجه به اشتراکات بیشتر تاریخی، فرهنگی و ورزشی عضو کونکاکاف (کنفدراسیون آمریکای شمالی، مرکزی و منطقه کارائیب) شده‌اند. سهمیهٔ این کنفدراسیون برای جام جهانی فوتبال ۲۰۲۶ شش تیم و یک پلی‌آف درنظر گفته شده‌است.

## اعضا
| کد فیفا | کشور     | فدراسیون‌ها | تأسیس | عضویت | تیم ملی | بالاترین لیگ |
| ------- | -------- | ---------- | ----- | ----- | ------- | ------------ |
| ARG     | آرژانتین | AFA        | ۱۸۹۳  | ۱۹۱۶  | (م، ز)  | لیگ برتر     |
| BOL     | بولیوی   | FBF        | ۱۹۲۵  | ۱۹۲۶  | (م، ز)  | لیگ برتر     |
| BRA     | برزیل    | CBF        | ۱۹۱۴  | ۱۹۱۶  | (م، ز)  | سری آ        |
| CHI     | شیلی     | ANFP       | ۱۸۹۵  | ۱۹۱۶  | (م، ز)  | لیگ برتر     |
| COL     | کلمبیا   | FCF        | ۱۹۲۴  | ۱۹۳۶  | (م، ز)  | برتر آ       |
| ECU     | اکوادور  | FEF        | ۱۹۲۵  | ۱۹۲۷  | (م، ز)  | سری آ        |
| PAR     | پاراگوئه | APF        | ۱۹۰۶  | ۱۹۲۱  | (م، ز)  | لیگ برتر     |
| PER     | پرو      | FPF        | ۱۹۲۲  | ۱۹۲۵  | (م، ز)  | لیگ برتر     |
| URU     | اروگوئه  | AUF        | ۱۸۹۹  | ۱۹۱۶  | (م، ز)  | لیگ برتر     |
| VEN     | ونزوئلا  | FVF        | ۱۹۲۶  | ۱۹۵۲  | (م، ز)  | لیگ برتر     |